# 桑加蒙級護航航空母艦
桑加蒙級護航航空母艦是第二次世界大战期间服役的美國海軍的四艘护航航空母舰。

## 概述
這些船最初是西馬龍級加油船，於 1939 年下水用於民用。它們於 1940 年至 1941 年被美國海軍購買並服役。由於缺乏用於改裝護航航母的MARAD 型 C3艦艇，1942 年初決定將四艘加油船改裝為護航航母。 轉換花了大約六個月的時間。 

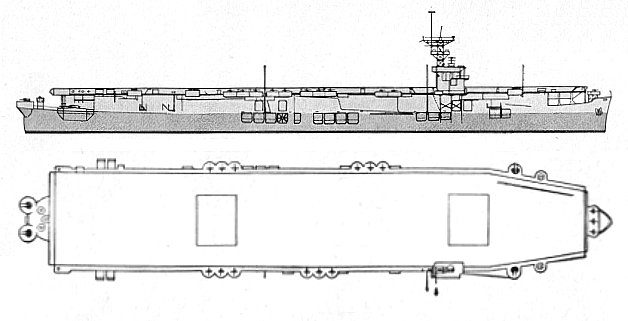

這些艦艇是為美國海軍建造的最大的護衛艦改裝艦。 戰爭後期的畢業灣級護航航母與它們差不多大，但都是從龍骨上建造的。 作為 T3 加油機建造，機艙位於船尾，導致煙囪放置在飛行甲板後部的兩側。 它們是該類型的優秀典範，寬敞而堅固，擁有大型飛行甲板，即使在公海上也具有良好的穩定性。 “桑加蒙”號可搭載約 30 架飛機，並且是唯一可操作俯衝轟炸機的護航航母。 
桑加蒙級全部按照當代美國海軍在服役時對加油船的慣例重新命名為河流，並在轉換為航母后保留了這些名稱。

## 服务历史
从 1942 年底到战争结束，这些舰只在地中海戰役、大西洋海戰和太平洋战争中服役。该级舰中的三艘在雷伊泰灣海戰中因大日本帝国特別攻擊隊袭击而受损，但全部都在战争中幸存下来。在太平洋地区，航母经常作为第 22 航母师一起作战

战争结束后不久，这些舰艇就退役了。其中一些被保留并重新归类为直升机护航航母（CVHE）。到 20 世纪 60 年代初，所有这些都已被出售或报废。 
| 中文艦名 | 英文艦名     | 舷號   | 造船廠                                   | 下水               | 服役               | 重新担任护航航母   | 退役                | 節舉                                                    |
| -------- | ------------ | ------ | ---------------------------------------- | ------------------ | ------------------ | ------------------ | ------------------- | ------------------------------------------------------- |
| 桑加蒙號 | “Sangamon”号 | CVE-26 | 联邦造船和干船坞公司， 新泽西州卡尼      | 1939 年 3 月 13 日 | 1939 年 11 月 4 日 | 1942 年 8 月 25 日 | 1945 年 10 月 24 日 | 1945 年 11 月 1 日遭擊沉； 1960 年 8 月在日本大阪报废   |
| 蘇萬尼號 | “Suwannee”号 | CVE-27 | 联邦造船和干船坞公司， 新泽西州卡尼      | 1938 年 6 月 3 日  | 1939 年 3 月 4 日  | 1942 年 9 月 24 日 | 1947 年 1 月 8 日   | 1959 年 3 月 1 日退役； 1959 年 11 月 30 日作为废品出售 |
| 切南戈號 | “Chenango”号 | CVE-28 | 太阳造船和干船坞公司, 宾夕法尼亚州切斯特 | 1938 年 7 月 10 日 | 1939 年 4 月 1 日  | 1942 年 9 月 19 日 | 1946 年 8 月 14 日  | 1959 年 3 月 1 日退役； 1960 年 2 月 12 日作为废品出售  |
| 桑提號   | “Santee”号   | CVE-29 | 太阳造船和干船坞公司, 宾夕法尼亚州切斯特 | 1938 年 5 月 31 日 | 1939 年 3 月 4 日  | 1942 年 8 月 24 日 | 1946 年 10 月 21 日 | 1959 年 3 月 1 日退役； 1959年12月5日作为废品出售       |

## 文獻
1. ↑  Terzibaschitsch 1979 p. 31
2. ↑  Terzibaschitsch 1979 p. 67
3. ↑  Paul H. Silverstone: US Warships of World War II. Ian Allan, London 1965 (reprint 1982), p. 55. ISBN 0-7110-0157-X
4. ↑  Paul H. Silverstone: US Warships since 1945. Ian Allan, London 1986, p. 23. ISBN 0-7110-1598-8